# Kurumuny
Kurumuny è una casa editrice italiana, operante dal 2001, con sede a Calimera in Puglia, specializzata in particolare in pubblicazioni di carattere multimediale riguardanti la storia, la cultura e la musica del Salento.

## Storia
Fu fondata dall'etnomusicologo Luigi Chiriatti.
Kurumuny è il nome grico che indica il germoglio dell'albero d'ulivo.
Dal 2010 aderisce all'Associazione Pugliese Editori.

### Riconoscimenti
- Nel 2008 vince il Premio Roberto Leydi. Il riconoscimento giunge per il volume Gianni Bosio Clara Longhini 1968: una ricerca in Salento a cura di Luigi Chiriatti, Ivan Della Mea e Clara Longhini, un progetto realizzato da Kurumuny, Istituto Diego Carpitella, Istituto Ernesto De Martino in collaborazione con Regione Puglia, Provincia di Lecce e Unione dei Comuni della Grecia Salentina[4].
- Nel 2009 vince il Premio Open Eyes con Hanna e Violka come Miglior Documentario Internazionale al Med Film Festival di Roma[5].
- Nel 2009 con Hanna e Violka vince il Premio come Miglior Film Documentario al festival Obiettivi sul Lavoro[6].
- Nel 2010 Hanna e Violka ottiene il riconoscimento come Miglior Film Doc nella sezione Etno Film all'Etno Film Festival di Rovigo[7][8].
- Nel 2010 è finalista per la sezione saggistica al Premio Internazionale Cesare De Lollis con il libro Gianni Bosio Clara Longhini 1968: una ricerca in Salento[9].

## Pubblicazioni
La casa editrice si caratterizza per una produzione legata al territorio, con una documentazione audio e video della storia orale e dell'immaginario collettivo collegato a riti e miti del Salento, la cultura orale del territorio come quello della Grecìa e della terra salentina, in relazione con vicende nazionali.
I volumi sono accompagnati da DVD con documentari video oppure da CD con documenti sonori, prevalentemente canti tradizionali.
La Kurumuny nel 2012 ha anche pubblicato delle carte da gioco ispirate alla storia e la società del Salento.
Non mancano tuttavia pubblicazioni di carattere letterario.

### Collaboratori
Fra gli autori che hanno collaborato con la casa editrici si possono citare Antonio Verri (Il pane sotto la neve, 2003), Aldo De Jaco (C'era una volta - poesia come memoria, 2003).

### Collane
- Voci, suoni, ritmi della tradizione - collana di musica salentina diretta da Luigi Chiriatti
- Fotogrammi - collana di cinema documentario diretta da Mirko Grasso
- Molecole - collana di testi e ricerche in scienze umane e sociali, diretta da Maurizio Merico
- Esplorazioni - collana diretta da Giuseppina Cersosimo
- Lo sguardo degli altri - collana di contributi di altri che vedono il Salento ed il Sud con occhi critici e disincantati diretta da Sergio Torsello
- Traversamenti - collana di narrazioni, movimenti obliqui, in bilico sugli argini di cronaca e racconto, diretta da Anna Chiriatti
- Pensieri Meridiani - Collana di testi riguardanti le maggiori figure di pensatori meridionali italiani, diretta da Alessandra Avantaggiato.

## Attività
La casa editrice collabora all'organizzazione a Martano della Festa del 1º maggio e la rassegna Luoghi - Non Luoghi, nonché a attività collegate alla Notte della Taranta.